# Han-Hendrik Piho
Han-Hendrik Piho (ur. 24 kwietnia 1993 w Võru) – estoński dwuboista klasyczny, brązowy medalista mistrzostw świata juniorów.

## Kariera
Po raz pierwszy na arenie międzynarodowej pojawił się 16 lutego 2009 roku w Szczyrku, gdzie w zawodach juniorskich zajął 25. miejsce w sprincie. W 2010 roku wystartował na mistrzostwach świata juniorów w Hinterzarten, gdzie jego najlepszym wynikiem było siódme miejsce w sztafecie. Jeszcze trzykrotnie startował w zawodach tego cyklu, najlepszy wynik osiągając podczas mistrzostw świata juniorów w Libercu w 2013, gdzie zdobył brązowy medal w Gundersenie.
W zawodach Pucharu Świata zadebiutował 3 marca 2012 roku w Lahti, gdzie zajął 48. miejsce w Gundersenie. Pierwsze pucharowe punkty zdobył 15 grudnia 2012 roku w Ramsau, zajmując 28. miejsce. W klasyfikacji generalnej sezonu 2012/2013 zajął ostatecznie 66. miejsce. W 2011 roku wystąpił na mistrzostwach świata w Oslo, zajmując dwunaste miejsce w sztafecie i 50. miejsce w Gundersenie na dużej skoczni. Był też dziesiąty w sprincie drużynowym na mistrzostwach świata w Val di Fiemme 2014 roku oraz w sztafecie na rozgrywanych rok później mistrzostwach świata w Falun. W międzyczasie wziął udział w igrzyskach olimpijskich w Soczi, gdzie na dużej skoczni zajął 36. miejsce, a na normalnym obiekcie uplasował się na 43. pozycji.

## Osiągnięcia

### Igrzyska olimpijskie
| Miejsce | Dzień     | Rok  | Miejscowość | Konkurencja           | Wynik zwycięzcy | Strata  | Zwycięzca     |
| ------- | --------- | ---- | ----------- | --------------------- | --------------- | ------- | ------------- |
| 43.     | 12 lutego | 2014 | Soczi       | Gundersen HS106/10 km | 23:50,2         | +3:52,2 | Eric Frenzel  |
| 36.     | 18 lutego | 2014 | Soczi       | Gundersen HS140/10 km | 22:45,5         | +2:47,5 | Jørgen Gråbak |

### Mistrzostwa świata
| Miejsce | Dzień     | Rok  | Miejscowość   | Konkurencja                     | Wynik zwycięzcy | Strata      | Zwycięzca           |
| ------- | --------- | ---- | ------------- | ------------------------------- | --------------- | ----------- | ------------------- |
| 12.     | 28 lutego | 2011 | Oslo          | Sztafeta HS106/4x5 km           | 48:07,8         | +5:42,2     | Austria             |
| 50.     | 2 marca   | 2011 | Oslo          | Gundersen HS134/10 km           | 25:31,6         | +6:15,4     | Jason Lamy Chappuis |
| 33.     | 22 lutego | 2013 | Val di Fiemme | Gundersen HS106/10 km           | 29:13,2         | +2:18,5     | Jason Lamy Chappuis |
| 11.     | 24 lutego | 2013 | Val di Fiemme | Sztafeta HS106/4x5 km           | 57:34,0         | +5:18,2     | Francja             |
| 43.     | 28 lutego | 2013 | Val di Fiemme | Gundersen HS134/10 km           | 27:22,8         | +6:18,2     | Eric Frenzel        |
| 10.     | 2 marca   | 2013 | Val di Fiemme | Sprint drużynowy HS134/2x7,5 km | 35:37,9         | +3:14,0     | Francja             |
| 38.     | 20 lutego | 2015 | Falun         | Gundersen HS100/10 km           | 26:38,9         | +3:28,4     | Johannes Rydzek     |
| 10.     | 22 lutego | 2015 | Falun         | Sztafeta HS100/4x5 km           | 44:20,7         | +5:25,8     | Niemcy              |
| 47.     | 24 lutego | 2017 | Lahti         | Gundersen HS100/10 km           | 26:19,6         | +4:27,4     | Johannes Rydzek     |
| 9.      | 26 lutego | 2017 | Lahti         | Sztafeta HS100/4x5 km           | 47:57,3         | +3:39,7     | Niemcy              |
| 39.     | 1 marca   | 2017 | Lahti         | Gundersen HS130/10 km           | 26:41,6         | +5:03,3     | Johannes Rydzek     |
| 12.     | 3 marca   | 2017 | Lahti         | Sprint drużynowy HS130/2x7,5 km | 28:45,8 min     | +1:51,1 min | Niemcy              |

### Mistrzostwa świata juniorów
| Miejsce | Dzień       | Rok  | Miejscowość  | Konkurencja           | Wynik zwycięzcy | Strata  | Zwycięzca            |
| ------- | ----------- | ---- | ------------ | --------------------- | --------------- | ------- | -------------------- |
| 50.     | 27 stycznia | 2010 | Hinterzarten | Sprint HS106/5 km     | 12:55,4         | +4:01,1 | Junshirō Kobayashi   |
| 43.     | 29 stycznia | 2010 | Hinterzarten | Gundersen HS106/10 km | 29:43,5         | +5:07,5 | Ole Christian Wendel |
| 7.      | 31 stycznia | 2010 | Hinterzarten | Sztafeta HS106/4x5 km | 53:00,1         | +3:06,1 | Niemcy               |
| 37.     | 27 stycznia | 2011 | Otepää       | Gundersen HS100/10 km | 26:37,7         | +3:49,3 | Marjan Jelenko       |
| 39.     | 29 stycznia | 2011 | Otepää       | Sprint HS100/5 km     | 12:44,5         | +3:15,2 | Marjan Jelenko       |
| 33.     | 22 lutego   | 2012 | Erzurum      | Gundersen HS109/10 km | 26:50,8         | +2:16,0 | Mattia Runggaldier   |
| 15.     | 25 lutego   | 2012 | Erzurum      | Sprint HS109/5 km     | 12:52,9         | +57,6   | Øystein Granbu Lien  |
| 3.      | 23 stycznia | 2013 | Liberec      | Gundersen HS100/10 km | 24:51,0         | +19,5   | Manuel Faißt         |
| 20.     | 25 stycznia | 2013 | Liberec      | Sprint HS100/5 km     | 11:49,4         | +1:22,6 | Manuel Faißt         |
| 8.      | 26 stycznia | 2013 | Liberec      | Sztafeta HS100/4x5 km | 47:46,9         | +2:59,2 | Niemcy               |

### Puchar Świata

#### Miejsca w klasyfikacji generalnej
- sezon 2011/2012: niesklasyfikowany
- sezon 2012/2013: 66.
- sezon 2013/2014: 49.
- sezon 2014/2015: niesklasyfikowany
- sezon 2015/2016: 54.
- sezon 2016/2017: niesklasyfikowany

### Puchar Kontynentalny

#### Miejsca w klasyfikacji generalnej
- sezon 2009/2010: niesklasyfikowany
- sezon 2010/2011: niesklasyfikowany
- sezon 2011/2012: 66.
- sezon 2012/2013: 58.
- sezon 2013/2014: nie brał udziału
- sezon 2014/2015: 88.
- sezon 2015/2016: 75.
- sezon 2016/2017: 72.
- sezon 2017/2018: 74.

### Letnie Grand Prix

#### Miejsca w klasyfikacji generalnej
- 2012: 62.
- 2013: niesklasyfikowany
- 2014: nie brał udziału
- 2015: nie brał udziału
- 2016: nie brał udziału
- 2017: niesklasyfikowany